# Hora Svaté Kateřiny

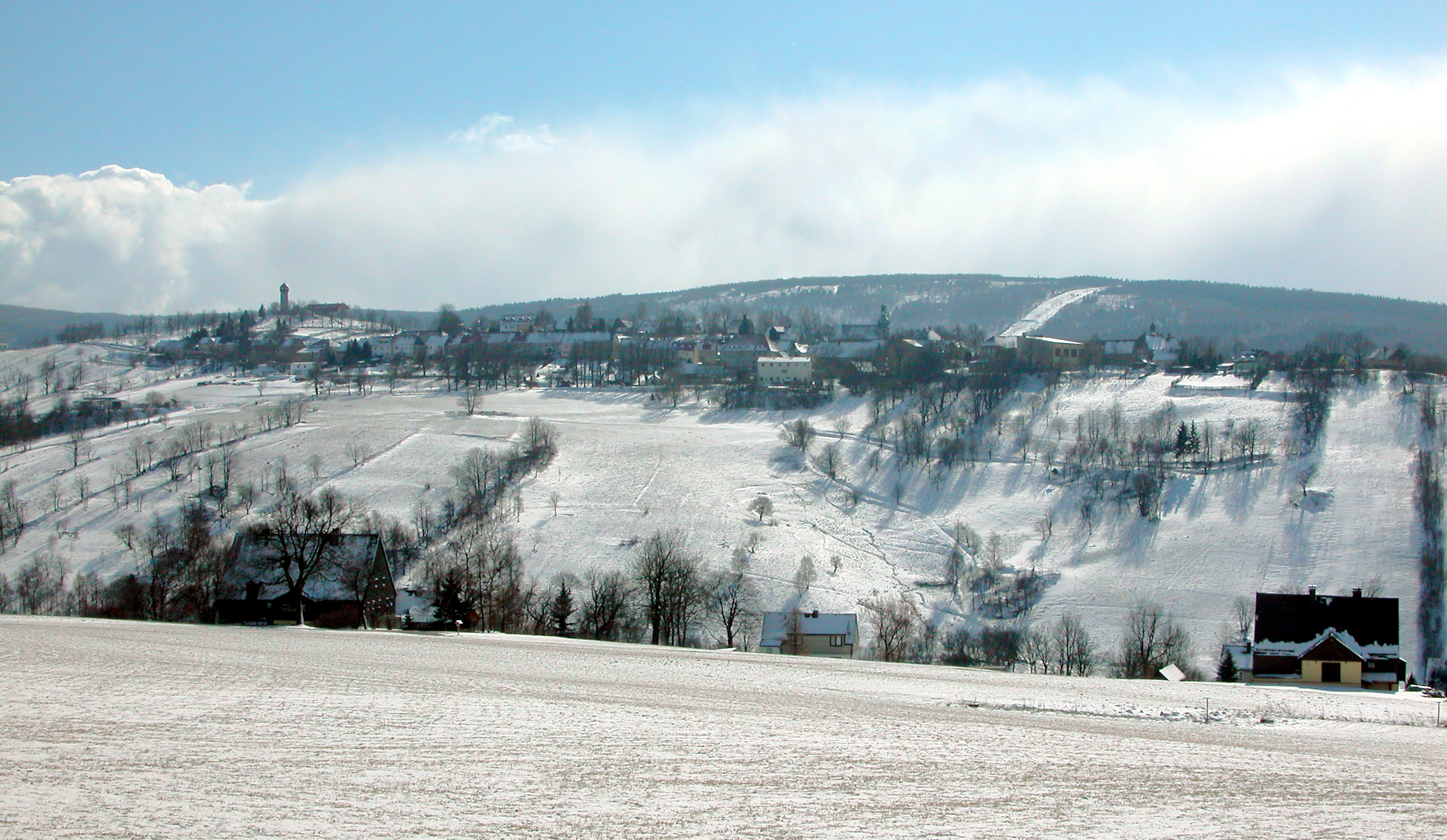
Hora Svaté Kateřiny, Sicht von Deutschkatharinenberg

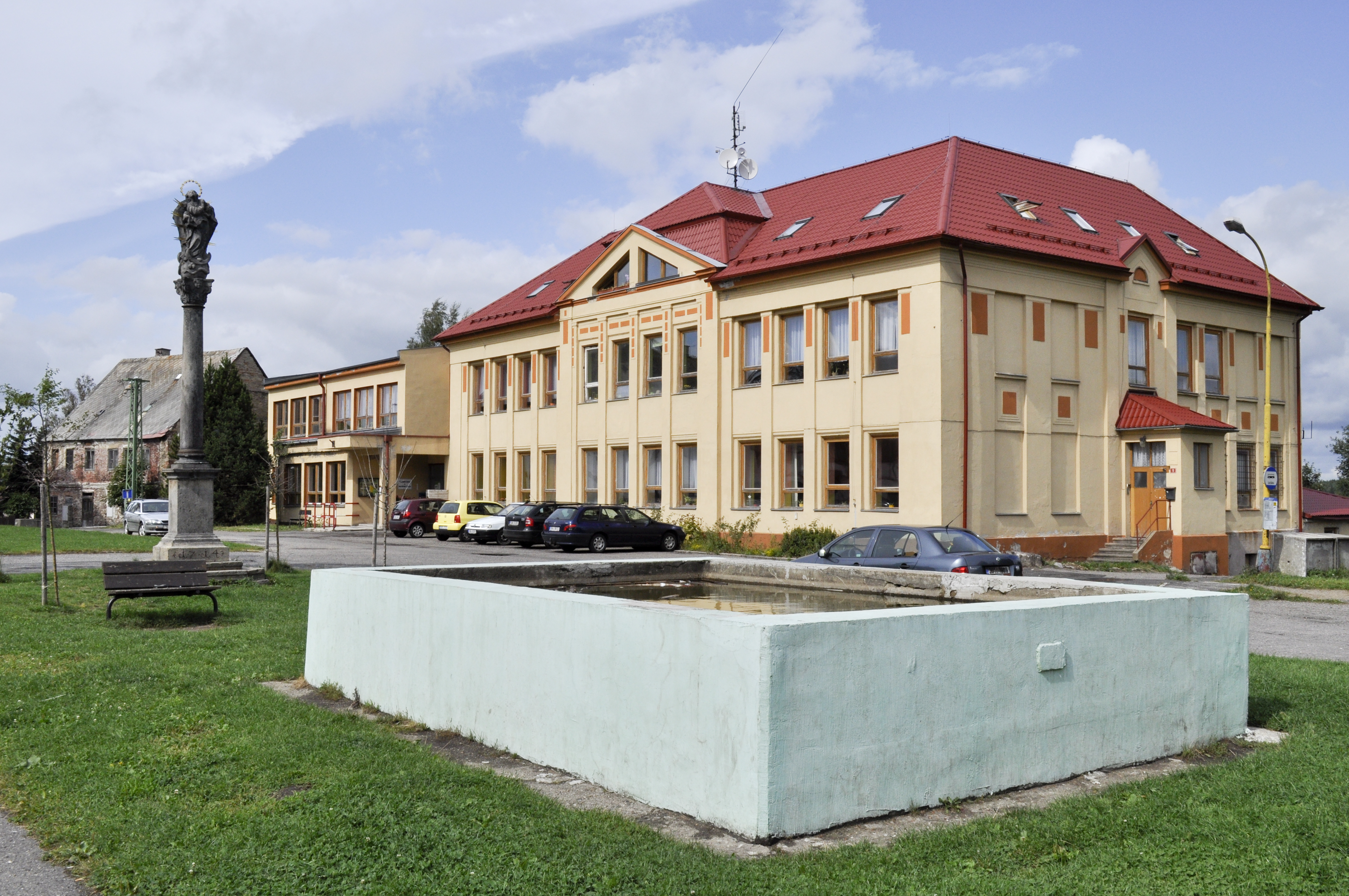
Stadtplatz mit Schulgebäude und Mariensäule

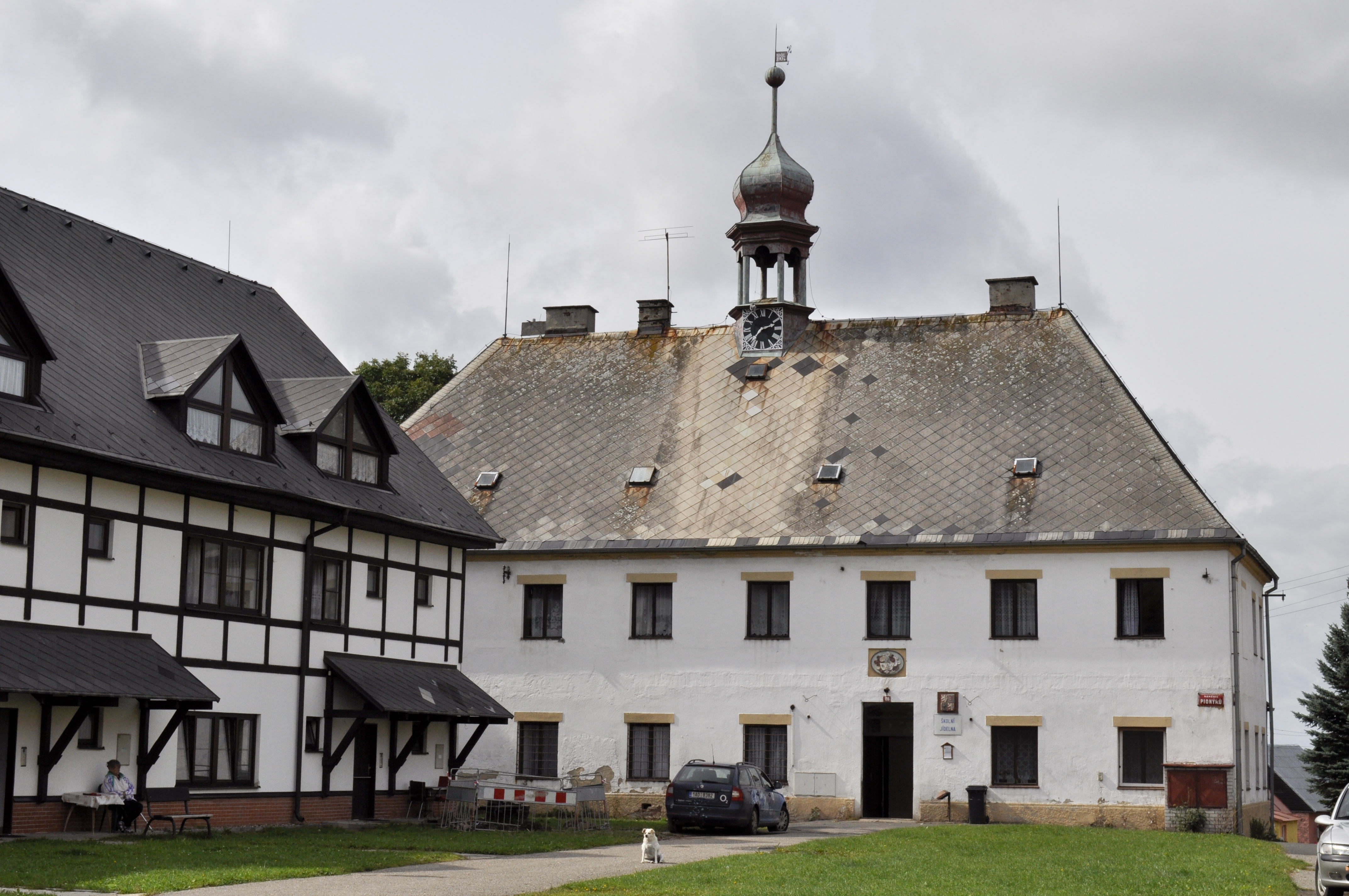
Rathaus

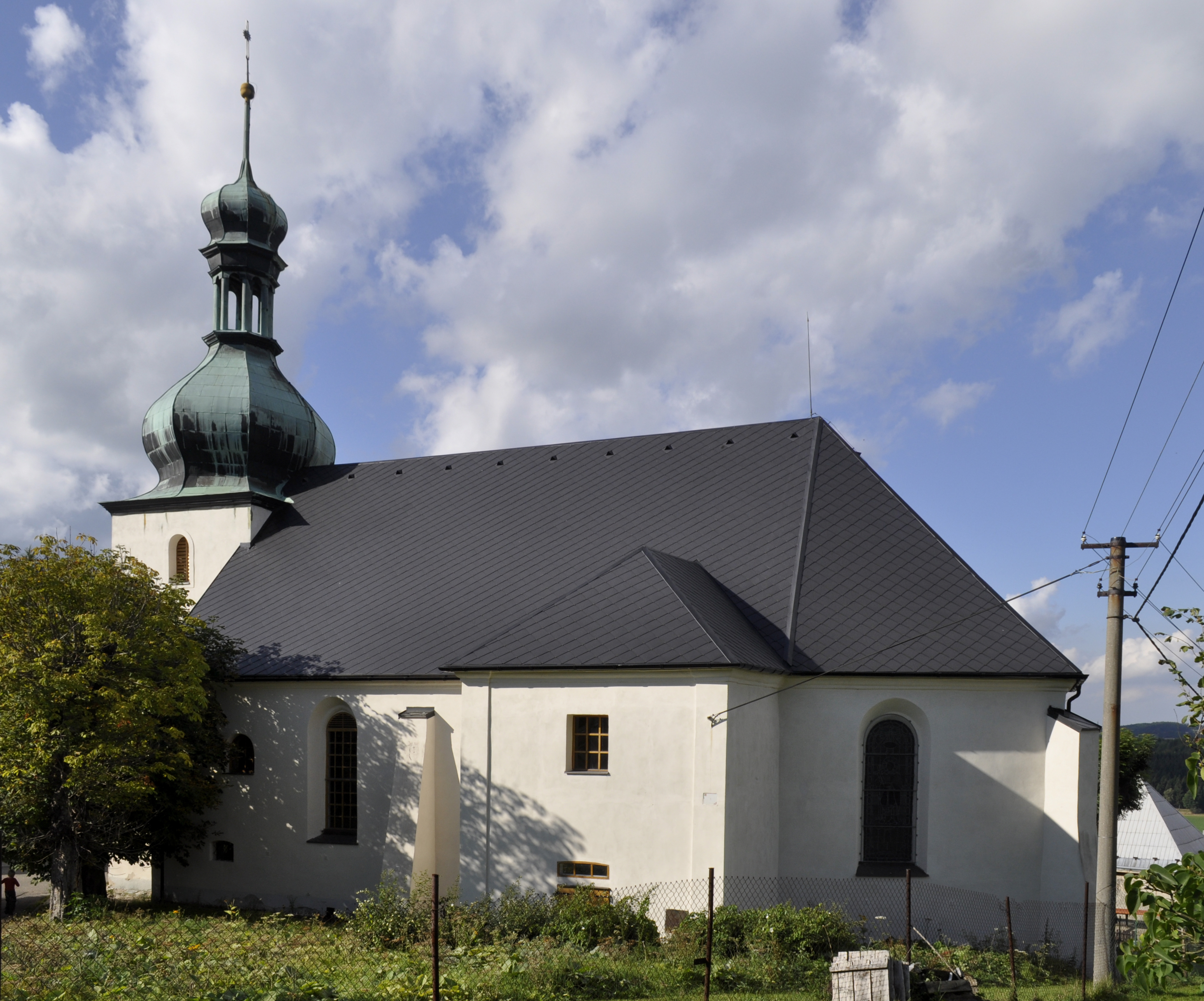
Kirche St. Katharina

Hora Svaté Kateřiny (deutsch Katharinaberg) ist eine frühere Bergstadt im Erzgebirge in der Aussiger Region in Tschechien.

## Geographie

### Lage
Hora Svaté Kateřiny liegt im nordwestlichen Teil des Landes – rund 90 km nordwestlich der Landeshauptstadt Prag und etwa 45 km südöstlich von Chemnitz im böhmischen Gebirgsteil auf rund 680 m über dem Meeresspiegel. Die Gemeinde liegt unmittelbar an der Grenze zu Sachsen, gegenüber von Deutschkatharinenberg, einem Ortsteil von Deutschneudorf, von dem es durch die Schweinitz getrennt bzw. mit dem es durch einen Grenzübergang verbunden ist.

### Stadtgliederung
Die Stadt Hora Svaté Kateřiny besteht aus den Ortsteilen Hora Svaté Kateřiny (Sankt Katharinaberg), Malý Háj (Kleinhan) und Rudolice v Horách (Rudelsdorf). Grundsiedlungseinheiten sind Hora Svaté Kateřiny, Malý Háj, Rudolice v Horách und Svahová I. Das Gemeindegebiet gliedert sich in die Katastralbezirke Hora Svaté Kateřiny, Malý Háj, Rudolice v Horách und Svahová I. Zu Hora Svaté Kateřiny gehört außerdem die Ansiedlung Pachenkov (Pachenhäuser).

### Nachbarorte
| Brandov (Brandau) | Olbernhau                                   |                                    |
| Kalek (Kallich)   | Kompassrose, die auf Nachbargemeinden zeigt | Deutschneudorf                     |
|                   | Boleboř (Göttersdorf)                       | Nová Ves v Horách (Gebirgsneudorf) |

## Geschichte
Der ursprüngliche Name der Stadt war Halleberg, was auf Kupferhall zurückgeführt werden kann, ein Name für ein altes Bergwerk. Die Umbenennung in St. Katharinaberg (auch Katterberg) soll einer Sage nach erfolgt sein, als beim Grasmähen Silbererz gefunden wurde.
Die erste Erwähnung erfolgte 1443 als Besitz der Herren von Ileburg, die auf Rothenhaus residierten. 1462 ist Albrecht von Kompas aufgeführt, und 1473 kaufte Lorenz Glatz von Altenhorst die Bergwerke. Er eröffnete die Bergwerke Beim Reichen Geschiebe, Eliasgang und Georgi, wo er eine Schmelzhütte anlegen ließ. Einen Aufschwung erlebte der Ort nach Silberfunden im 16. Jahrhundert. Obwohl die Erzlager nicht ergiebig waren, lohnte sich der Abbau vor allem durch weitere Funde von Kupfer, Zinn und Blei. Am Osthang des Ortes befanden sich die Silberbergwerke, im Nordwesten Kupfergruben. Weitere kleinere Lager gab es südlich der Stadt. In der Nähe wurde auch Gold gewaschen sowie Eisen und Alaun abgebaut.
Nach Lorenz Glatz’ Tod 1516 übernahm seine Schwester Anna das Erbe, die Frau Sebastian von Weitmühls. Nach einem neuen Silberfund 1517 teilte er Kupferhall in Katharinaberg von seinen restlichen Besitz ab und gab ihm eine privilegierte Stellung. 1528 wurde Katterberg zur königlichen Bergstadt erhoben. 1554 verkaufte Weitmühl seine Herrschaft Rothenhaus an Christoph von Carlowitz. 1577 wurde Katharinaberg dann Eigentum von Bohuslav von Michelsberg und acht Jahre später der Herren von Lobkowicz. Nach Konfiszierung des Eigentums von Georg Popel von Lobkowicz wurde es Eigentum Kaiser Rudolfs II. Zwischen 1556 und 1590 wurde vermutlich auch die erste Kirche erbaut. Die Stadt bestand zu der Zeit aus etwa 177 Häusern und hatte bis zu 2500 Einwohner. 1605 wurden die Ländereien an Adam Herzan von Harras verkauft. Dieser ließ als ersteres die bis dorthin im Ort betriebenen Erzschmelzwerke stilllegen. Das Kupfer wurde danach nach Sachsen gebracht, wo es vor allem in der 1537 erbauten Saigerhütte Grünthal weiter verarbeitet wurde. 1607 begann der Bau der evangelischen Kirche, die am 17. Oktober 1611 geweiht wurde. Unter der Herrschaft der Hrzan von Harasov wurden die Privilegien der Bergstädte und der Bergleute aufgehoben und die Einwohner wurden mit Steuern und Frondiensten belastet. Aber auch die Interventionen der Kaiser Rudolf II. und Ferdinand II. bezüglich des privilegierten Standes halfen wenig. Hrzan sperrte Männer ein, weil sie keine Frondienste leisten wollten. Sie wurden zwar aufgrund der kaiserlichen Intervention entlassen, aber zuvor ausgepeitscht. Schließlich wurde auch das Schmelzwerk geschlossen. Der Bergbau ging aufgrund des Desinteresses der Harras zurück. Als neuer Gewerbezweig entstand die Leinenherstellung. 1627 kam es zur Zwangskatholisierung. Das Patronat über die nun katholische Kirche übernahmen die Jesuiten aus Dux 1632.
Während des Dreißigjährigen Krieges zogen Wallensteins Soldaten durch die Stadt, 200 Musketiere blieben bis zum Herbst und nahmen anschließend den gesamten Bestand an Messing mit. Die Stadt blieb ohne Korn und Lebensmittel zurück. Die Bevölkerung hungerte den ganzen Winter durch. In der Umgebung schlossen sich Räuberbanden zusammen, die während des Winters 44 Häuser plünderten und schließlich anzündeten. 1633 kamen Epidemien hinzu. So starben 1631 16, 1632 61, 1633 216, 1634 35 und 1635 17 Personen. 1636 waren sieben Todesfälle zu verzeichnen.
Ein neuerlicher Ausbruch von Epidemien 1680 dezimierte die Bevölkerung weiter. 1681 zählte Katharinaberg 55 Familien weniger. Sie starben aus oder siedelten aufgrund der Glaubenskriege aus. Von ehemals 177 Häusern waren nur noch 70 Häuser bewohnt, daneben standen 65 Brandruinen. Am 8. Oktober 1707 kaufte Johann Adam I. Andreas von Liechtenstein den Besitz, den er an seine Tochter Maria Dominica weiterreichte.
Neben der Leinwandherstellung wuchs ein weiterer Gewerbezweig heran, die Strumpf- und Strickwarenherstellung. Meist lieferten die Bewohner der in Oberleutensdorf ansässigen Waldsteiner Tuchmanufaktur zu. In der nachfolgenden Zeit blühte auch bis Ende der 1760er-Jahre der Bergbau auf. 1759 überfielen die Preußen Katharinaberg und verlangten ein Lösegeld von 1000 Talern. Sie entführten den Bürgermeister, den Pfarrer und die Gemeinderäte als Pfand. Auch die Bergwerkskasse wurde geraubt. Insgesamt nahmen sie 2915 Gulden und 58 Kronen mit. Insgesamt 14 mal wurde Katharinaberg von den Preußen überfallen und es entstand ein Schaden von 21.763 Gulden.
1771 verkaufte Johann Adam von Auersperg Schloss und Herrschaft Rothenhaus an Johann Alexander von Rottenhan. Dieser übergab sie sechs Jahre später an seinen Sohn Heinrich Franz von Rottenhan, dessen Tochter Gabrielle Georg Franz August von Buquoy heiratete. 1786 wurde der Bergbau stillgelegt und nach neuen Einkommensquellen gesucht. Landwirtschaft war nie in Katharinaberg besonders ausgeprägt. 1654 gab es 29 Häusler, 1719 20, und 1900 übten nur 7 Familien Landwirtschaft aus. Daneben wurde Viehzucht und Waldwirtschaft betrieben. Die meisten Familien gingen zur Arbeit nach Sachsen oder in das nahegelegene Brandau.
1850 wurde Katharinaberg Sitz des Bezirksgerichtes (Gerichtsbezirk Katharinaberg), Notariats, Finanzamtes, Post- und Telegrafenamtes, einer Polizeistation und eines Zollamtes. 1874 kam zur Vierklassenschule eine Fachschule für holzverarbeitende Berufe hinzu. Sie wurde auf Veranlassung von August Seifert, dem Inhaber der Oberleutensdorfer Firma C. A. Müller & Co., gegründet und diente der Ausbildung von Fachkräften der prosperierenden Holzindustrie. Fünf Jahre später wurde sie nach Ober Leutensdorf verlegt. Gegründet wurde die Holzspielzeug-Verkaufsgenossenschaft Eros. 1904 kam es zu einem Brand, bei dem 44 Häuser zerstört wurden.
Ein geplanter Bahnanschluss mit Verlängerung der Bahnstrecke Olbernhau-Grünthal nach Deutschneudorf (Schweinitztalbahn) über Katharinaberg nach Wiesa-Oberleutensdorf (heute: Bahnhof Louka u Litvínova) im Sudetenland der neuen Tschechoslowakei (seit 1918) auf dem Gebiet des ehemaligen Kaiserreiches Österreich-Ungarn wurde 1931 zurückgestellt, später gänzlich verworfen.
1930 wohnten 1544 Menschen in Katharinaberg, davon 98,2 % Deutsche. 10 % der Bevölkerung arbeiteten in der Landwirtschaft, 17 % waren Kaufleute, 8 % Beamte und 65 % Arbeiter. Nach dem Münchner Abkommen 1938 kam Katharinaberg zum Deutschen Reich, wo es dem Landkreis Brüx im Reichsgau Sudetenland, Regierungsbezirk Aussig, zugeordnet wurde.
Nach dem Ende des Zweiten Weltkrieges wurden die Mehrheit der deutschsprachigen Bewohner vertrieben. Die Stadt auf dem Kamm des Erzgebirges war entvölkert und verlor das Stadtrecht. Seit dem 2. April 2008 ist Hora Svaté Kateřiny wieder eine Stadt.
Nachdem Pläne der tschechischen Regierung bekannt wurden, den in der Nähe gelegenen Tagebau auszuweiten, worunter die Straßenanbindung der Stadt möglicherweise leiden würde, gab der Bürgermeister der Stadt bekannt, die Möglichkeit in Betracht zu ziehen, eine Anbindung an Deutschland zu versuchen, um diesen Plänen entgegenzuwirken. Aufgrund der Lage der Stadt in unmittelbarer Nähe der Grenze würde sich dies anbieten, auch da bereits heute ein großer Teil des Verkehrs über die Grenze geht. Der ehemalige Außenminister Tschechiens, Karel Schwarzenberg, nannte die Situation gefährlich und sagte: „Genauso wie Donezk und Luhansk nicht die Ukraine verlassen können, kann Hora Svaté Kateřiny nicht die Tschechische Republik verlassen.“
Der Nicolai-Stollen Hora Svaté Kateřiny ist eine ausgewählte Stätte für die vorgesehene Kandidatur zum UNESCO-Welterbe Montanregion Erzgebirge.

### Demographie
| Jahr | Einwohner | Anmerkungen                 |
| ---- | --------- | --------------------------- |
| 1826 | 0850      | deutschsprachige Katholiken |
| 1830 | 1246      | in 234 Häusern              |
| 1845 | 1512      | in 247 Häusern              |
| 1857 | 1559      | [ 11 ]                      |
| 1869 | 1711      | [ 12 ]                      |
| 1880 | 1623      | [ 12 ]                      |
| 1890 | 1561      | [ 12 ]                      |
| 1900 | 1550      | deutsche Einwohner          |
| 1910 | 1721      | [ 12 ]                      |
| 1921 | 1533      | [ 12 ]                      |
| 1930 | 1544      | [ 13 ]                      |
| 1939 | 1472      | [ 13 ]                      |

| Jahr      | 1950 | 1961 | 1970 | 1980 | 1991 | 2001 | 2011 |
| --------- | ---- | ---- | ---- | ---- | ---- | ---- | ---- |
| Einwohner | 338  | 448  | 398  | 398  | 275  | 330  | 445  |

## Sehenswürdigkeiten
- Ein im Jahr 2002 restaurierter, 16 m hoher Aussichtsturm aus dem Jahr 1902 (720 m über Meeresniveau am Turmfuß) auf dem Rosenberg (Růžový vrch)
- Anton-Günther-Gedenkstein neben dem Aussichtsturm
- Barockkirche St. Katharina, erbaut 1611, verändert 1784–86
- Sandplastik Pieta

## Söhne und Töchter der Stadt
- Gerhard Grimmer (1943–2023), Skilangläufer
- Christa Matschl (1943–2024), Abgeordnete des Bayerischen Landtags (CSU) von 1998 bis 2013
- Walter Hoyer (* 1944), Professor an der TU Chemnitz